# Cuesta de Huazmazontla
Cuesta de Huazmazontla är en ort i Mexiko.   Den ligger i kommunen Pinal de Amoles och delstaten Querétaro Arteaga, i den centrala delen av landet, 200 km norr om huvudstaden Mexico City. Cuesta de Huazmazontla ligger 1 477 meter över havet och antalet invånare är 110.
Terrängen runt Cuesta de Huazmazontla är kuperad åt sydost, men åt nordväst är den bergig. Runt Cuesta de Huazmazontla är det ganska tätbefolkat, med 52 invånare per kvadratkilometer. Närmaste större samhälle är Jalpan, 11,4 km öster om Cuesta de Huazmazontla. I omgivningarna runt Cuesta de Huazmazontla växer i huvudsak blandskog.